# 宝塚市立文化施設ベガ・ホール
宝塚市立文化施設ベガ・ホール（たからづかしりつぶんかしせつ ベガホール）は、兵庫県宝塚市清荒神にある、宝塚市の外郭団体が運営するコンサートホールである。

## 概要
「音楽文化の発展と向上」を目的として1980年（昭和55年）8月21日に開館した。名称は琴座の一等星・ベガ（織姫星）に由来する。
パイプ総本数1,468本のパイプオルガンと名器・ベーゼンドルファー製グランドピアノ、290 Imperialを有する。入口に立つヨハン・シュトラウス2世の像は、2002年（平成14年）にウィーン市より寄贈された。

## 開催コンクール

### 宝塚国際室内合唱コンクール
宝塚国際室内合唱コンクールは、宝塚市が毎年7月に宝塚ベガ・ホールで開催する日本の合唱大会の一つであり、1984年より開催されている。合唱の原点といえる少人数による室内合唱の普及、また音楽を通した国際交流の推進に資する目的で開催されている。
出場資格のある合唱団は、16歳以上で構成される8名以上20名以下（指揮者及び伴奏者を含まない）の合唱団である。コンクールへの出場団体および出演順を決定するため、合唱団はあらかじめ出場メンバーによる録音を主催者に提出し、主催者側で予備審査が行われる。録音の演奏時間は3分以上、10分以内であれば曲目、曲数は自由で必ずしもコンクールにおいて演奏する曲目でなくてよい。予備審査を通過すると、晴れて本大会に出場することが出来る。コンクールは部門別に行われ、1団体につき10分以内（曲間を含む）で演奏し、課題曲は定められていない。審査員の合議により、すぐれた演奏をした団体に金・銀・銅の各賞が与えられる。そして全部門を通した総合順位を決定し、上位3団体には賞金が与えられる。
長らく混声、男声、女声の3部門を開催していたが、2006年からは編成による区分をなくし、時代・ジャンル別に改編された。
- 2006年 - 「ルネサンス・バロック」「邦人作品」「フォークロア」
- 2007年・2008年 - 「ルネサンス」「ロマン派」「フォークロア」「シアターピース」
- 2009年 - 「ルネサンス」「近・現代」「フォークロア」「シアターピース」
- 2010年 - 「ルネサンス」「ロマン派」「フォークロア」「シアターピース」
- 2011年 - 「ルネサンス・バロック」「近・現代」「フォークロア」「シアターピース」

コンクールで上位入賞した団体は、翌日の入賞団体演奏会に出演する。ここではそれまでの歌声を競う場から、出演団体同士の交流や、トップクラスの室内合唱を堪能できる演奏会会場へと変化し、多くのコンクール出場団体の憧れの場となっている。

### 宝塚ベガ音楽コンクール
宝塚ベガ音楽コンクールは、ベガ・ホールにて毎年行われる音楽コンクールである。若手演奏家の発掘・育成を目的に、1989年（平成元年）に開始された。ピアノ部門は毎年開催され、声楽・木管楽器・弦楽器部門は順番に3年に1回の開催となる。両部門とも6月に開催され、年齢制限は15-30歳となる。優勝者には、ベガ・ウィナーズコンサート（入賞記念演奏会）への出演が副賞として与えられる。
| 回数   | 年     | ピアノ部門 | 弦楽器部門 | 室内楽部門            | 木管部門   | 声楽部門   |
| ------ | ------ | ---------- | ---------- | --------------------- | ---------- | ---------- |
| 第1回  | 1989年 | 長尾洋史   | 千々岩英一 |                       |            |            |
| 第2回  | 1990年 | 中島由紀   |            | INFINI String Quartet |            |            |
| 第3回  | 1991年 | 鈴木深喜   |            |                       |            | 佐野成宏   |
| 第4回  | 1992年 | 稲垣聡     |            |                       | 鈴木祐子   |            |
| 第5回  | 1993年 | 河江優     | 瀬﨑明日香 |                       |            |            |
| 第6回  | 1994年 | 小島佐知子 |            |                       |            |            |
| 第7回  | 1995年 | 小幡麻紀   |            |                       |            | 安本実子   |
| 第8回  | 1996年 | 岸本雅美   |            |                       | 倉田優     |            |
| 第9回  | 1997年 | 佐野まり子 |            |                       |            |            |
| 第10回 | 1998年 | 山口弘明   |            |                       |            | 吉田亜矢子 |
| 第11回 | 1999年 | 久米隆司   |            |                       | 高木綾子   |            |
| 第12回 | 2000年 | 山形明朗   | 鈴木康浩   |                       |            |            |
| 第13回 | 2001年 | 太田佳弘   |            |                       |            | 呉承容     |
| 第14回 | 2002年 | 松本光史   |            |                       | 小谷口直子 |            |
| 第15回 | 2003年 |            | 木嶋真優   |                       |            |            |
| 第16回 | 2004年 | 須関裕子   |            |                       |            | 松室華子   |
| 第17回 | 2005年 |            |            |                       | 前関祐紀   |            |
| 第18回 | 2006年 | 野崎玲欧   | 朝吹園子   |                       |            |            |
| 第19回 | 2007年 | 釈迦郡洋介 |            |                       |            | 枡貴志     |
| 第20回 | 2008年 | 鈴木翔太   |            |                       | 押部朋子   |            |
| 第21回 | 2009年 | 山中歩夢   | 清水公望   |                       |            |            |
| 第22回 | 2010年 | 阿見真依子 |            |                       |            | 中西麻貴   |
| 第23回 | 2011年 | 法貴彩子   |            |                       | 村中宏     |            |
| 第24回 | 2012年 | 東山洸雅   |            |                       |            |            |
| 第25回 | 2013年 | 西村翔太郎 |            |                       |            | 池内響     |
| 第26回 | 2014年 | 山下諒     |            |                       | 柿沼麻美   |            |
| 第27回 | 2015年 | 宇治澤一光 |            |                       |            |            |
| 第28回 | 2016年 | 竹田理琴乃 |            |                       |            | 成田伊美   |
| 第29回 | 2017年 | 河島利香   |            |                       | 鈴木一成   |            |
| 第30回 | 2019年 | 吉田サハラ |            |                       |            | 山田大智   |
| 第31回 | 2021年 | 佐川和冴   |            |                       | 竹内久力   |            |
| 第32回 | 2022年 | 大谷内映   |            |                       |            | 上ノ坊航也 |

## 周辺施設
- 宝塚市立中央図書館（同一建物内）
- 清荒神清澄寺
- 川面神社